# Syriens nationalvåben
Syriens nationalvåben (Arabisk: شعار سوريا ) inkluderer den syriske høg som symbol. 
Det blev indført i løbet af samarbejdet med Egypten, og før var symbolet Saladins ørn. 
Under høgen står der et grønt banner med teksten (Arabisk: الجمهورية العربية السورية) Syriens arabiske republik. 
- Syrias rigsvåpen 1957-1958
- Det forenede arabiske republikkers rigsvåben 1958-1961
- Føderationen af arabiske republikkers rigsvåben 1972-1980

Over falkens halefjer ligger et grønt banner med landets navn skrevet i sort: الجمهورية العربية السورية, «al-Tsjumhūriyya al-‘arabiyya as-sūriyya».
Høgen holder også det syriske flag som skjold, hvor striberne er placeret lodret med de to grønne stjerner i midten. 
| Artikelstump | Spire Denne artikel om et rigsvåben eller statsvåben er en spire som bør udbygges. Du er velkommen til at hjælpe Wikipedia ved at udvide den. |